# Bernd Friedmann
Bernd Friedmann, noto anche con lo pseudonimo di Burnt Friedman (Coburgo, 1965), è un musicista tedesco attivo in numerosi progetti nel campo dell'elettronica, del dub e del jazz.

## Biografia
Fra il 1984 e il 1990 ha studiato pittura, video e arti performative presso la scuola d'arte di Kassel, città in cui è cresciuto. Le sue prime registrazioni autoprodotte risalgono alla prima metà degli anni ottanta pubblicate con lo pseudonimo Toxh. A partire dai primi anni novanta ha dato vita a diversi progetti solisti e a importanti e durature collaborazioni con artisti come Jaki Liebezeit, membro fondatore dei Can, Uwe Schmidt, David Sylvian e Mohammad Reza Mortazavi.
Nel 2000 ha creato l'etichetta Nonplace, di cui è proprietario.

## Discografia
- Some More Crime - Ohnmacht (1991)
- Some More Crime - Code Opera (1991)
- Drome - Anachronism (1992)
- Some More Crime - Another Domestic Drama in a Suburban Hell (1993)
- Drome - The Final Corporate Colonization Of The Unconscious (1993)
- Drome - The Final Corporate Remix of the Unconscious (1993)
- Nonplace Urban Field - Nonplace Urban Field (1993)
- Nonplace Urban Field - Nuf Said (1994)
- Some More Crime - Fuzzysets (1995)
- Drome - Dromed (1995)
- Nonplace Urban Field - Raum Für Notizen (1996)
- Nonplace Urban Field - Golden Star (1996) (Remix)
- Bernd Friedmann - Leisure Zones (1996)
- Flanger - Templates (1997)
- Burnt Friedman & The Nu Dub Players - Just Landed (1999)
- Burnt Friedman - Plays Love Songs (1999)
- Flanger - Midnight Sound (1999)
- Burnt Friedman - Con Ritmo (2000)
- Flanger - Inner Space/Outer Space (2001)
- Replicant Rumba Rockers (2002)
- Burnt Friedman & Jaki Liebezeit - Playing Secret Rhythms (2002)
- Burnt Friedman & The Nu Dub Players - Can't Cool (2003)
- Flanger - Spirituals (2005)
- Nine Horses - Snow Borne Sorrow (2005) (con David Sylvian e Steve Jansen)
- Burnt Friedman & Jaki Liebezeit - Secret Rhythms II (2005)
- Root 70 - Heaps Dub (2006)
- Nine Horses - Money For All (2007) (con David Sylvian e Steve Jansen)
- Flanger - Nuclear Jazz (2007)
- Burnt Friedman - First Night Forever (2007)
- Burnt Friedman & Jaki Liebezeit - Secret Rhythms III (2008)
- Burnt Friedman & Jaki Liebezeit - Secret Rhythms IV (2011)
- Burnt Friedman - Zokuhen (2012)
- Burnt Friedman - Bokoboko (2012)
- Cyclopean - Cyclopean (2012)
- Burnt Friedman & Jaki Liebezeit - Secret Rhythms V (2013)
- Tohuwabohu - Tohuwabohu (2013)
- Burnt Friedman & Daniel Dodd-Ellis – Cease To Matter (2014)
- Flanger - Lollopy Dripper (2015)
- Burnt Friedman - The Pestle (2017)
- Burnt Friedman - Dead Saints Chronicles (2017)
- Burnt Friedman & Mohammad Reza Mortazavi – Yek (2017)
- Burnt Friedman - Anthology (1980-2017) (2017)
- Burnt Friedman - Musical traditions in Central Europe: Explorer Series Vol. 4 (2019)
- Burnt Friedman - Potential For Havoc (2020)
- Jaki Liebezeit & Burnt Friedman/Burnt Friedman & João Pais - Eurydike EP (2020)
- Mohammad Reza Mortazavi & Burnt Friedman - Yek 2 (2020)
- Burnt Friedman & João Pais Filipe - Automatic Music Vol.1: Mechanics Of Waving (2022)
- Burnt Friedman - Hexenschuss (2023)